# 南遊佐村
南遊佐村（みなみゆざむら）は山形県飽海郡にあった村。現在の酒田市北西部、羽越本線の南鳥海駅周辺にあたる。

## 地理
- 河川：日向川

## 歴史
- 1889年（明治22年）4月1日 - 町村制の施行により、千代田村、宮内村、米島村の区域をもって発足。
- 1954年（昭和29年）12月1日 - 酒田市に編入。同日南遊佐村廃止。

## 交通

### 鉄道路線
- 日本国有鉄道
  - 羽越本線
    - 南鳥海駅